# رسالة لثلاث زوجات (فلم)
رسالة لثلاث زوجات (بالإنجليزية: A Letter to Three Wives) هو فيلم دراما تم إنتاجه في الولايات المتحدة وصدر في سنة 1949. الفيلم من إخراج جوزيف مانكيفيتس.

## بطولة
- كيرك دوغلاس

### ترشيحات وجوائز
| السنة | الحدث  | الفئة     | النتيجة  |
| ----- | ------ | --------- | -------- |
|       | أوسكار | أفضل مخرج | فـــــوز |

## وصلات خارجية
- مقالات تستعمل روابط فنية بلا صلة مع ويكي بيانات